# 51. Tony-gála
A 51. Tony-gála az 1996/97-es szezon legjobb Broadway színházi alakításait értékelte. A díjátadót 1997. június 1-jén tartották a New York-i Radio City Music Hallban, a műsor házigazdája Rosie O’Donnell volt. A ceremóniát a CBS televízióadó közvetítette élőben. Ez volt az első olyan gála, amit nem a Broadwayen tartottak, mivel Radio City Music Hall sokkal több helyet kínált a vendégek számára.

## Győztesek és jelöltek
A nyertesek félkövérrel jelölve.
| Legjobb színdarab | Legjobb musical |
| --- | --- |
| - The Last Night of Ballyhoo – Alfred Uhry - Holdvilág – David Hare - Stanley – Pam Gems - The Young Man from Atlanta – Horton Foote                                                                   | - Titanic - Juan Darien - Steel Pier - The Life |
| Legjobb színdarab újra a színpadon | Legjobb musical újra a színpadon |
| - Babaház - Londoni arszlánok - Ne nevess korán - Kopogós römi | - Chicago - Annie - Candide - Once Upon a Mattress |
| Legjobb férfi főszereplő színdarabban | Legjobb női főszereplő színdarabban |
| - Christopher Plummer – Barrymore (John Barrymore) - Brian Bedford – Londoni arszlánok (Sir Harcourt Courtly) - Michael Gambon – Holdvilág (Tom Sergeant) - Antony Sher – Stanley (Stanley)            | - Janet McTeer – Babaház (Nora Helmer) - Julie Harris – Kopogós römi (Fonsia Dorsey) - Shirley Knight – The Young Man from Atlanta (Lily Dale Kidder) - Lia Williams – Holdvilág (Kyra Hollis)                             |
| Legjobb férfi főszereplő musicalben | Legjobb női főszereplő musicalben |
| - James Naughton – Chicago (Billy Flynn) - Robert Cuccioli – Jekyll és Hyde (Dr. Henry Jekyll/Edward Hyde) - Jim Dale – Candide (További szereplők) - Daniel McDonald – Steel Pier (Bill Kelly)        | - Bebe Neuwirth – Chicago (Velma Kelly) - Pamela Isaacs – The Life (Queen) - Tonya Pinkins – Play On! (Lady Liv) - Karen Ziemba – Steel Pier (Rita Racine)                                                                 |
| Legjobb férfi mellékszereplő színdarabban | Legjobb női mellékszereplő színdarabban |
| - Owen Teale – Babaház (Torvald Helmer) - Terry Beaver – The Last Night of Ballyhoo (Adolph) - Brian Murray – A kis rókák (Oscar) - William Biff McGuire – The Young Man from Atlanta (Pete Davenport) | - Lynne Thigpen – An American Daughter (Dr. Judith B. Kaufman) - Helen Carey – Londoni arszlánok (Lady Gay Spanker) - Dana Ivey – The Last Night of Ballyhoo (Boo) - Celia Weston – The Last Night of Ballyhoo (Reba néni) |
| Legjobb férfi mellékszereplő musicalben | Legjobb női mellékszereplő musicalben |
| - Chuck Cooper – The Life (Memphis) - Joel Blum – Steel Pier (Buddy Becker) - André De Shields – Play On! (Jester) - Sam Harris – The Life (Jojo)                                                      | - Lillias White – The Life (Sonja) - Marcia Lewis – Chicago (Matron Mama Morton) - Andrea Martin – Candide (Az öreg hölgy) - Debra Monk – Steel Pier (Shelby Stevens)                                                      |
| Legjobb szövegkönyv musicalben | Legjobb eredeti zene |
| - Peter Stone – Titanic - Leslie Bricusse – Jekyll és Hyde - David Thompson – Steel Pier - David Newman, Ira Gasman, Cy Coleman – The Life                                                             | - Titanic – Maury Yeston (zene és dalszöveg) - Juan Darien – Elliot Goldenthal (zene és dalszöveg) - Steel Pier – John Kander (zene), Fred Ebb (dalszöveg) - The Life – Cy Coleman (zene), Ira Gasman (dalszöveg)          |
| Legjobb díszlettervezés | Legjobb jelmeztervezés |
| - Stewart Laing – Titanic - John Lee Beatty – A kis rókák - G. W. Mercier, Julie Taymor – Juan Darien - Tony Walton – Steel Pier                                                                       | - Judith Dolan – Candide - Ann Curtis – Jekyll és Hyde - William Ivey Long – Chicago - Martin Pakledinaz – The Life |
| Legjobb látványtervezés | Legjobb zenekar |
| - Ken Billington – Chicago - Beverly Emmons – Jekyll és Hyde - Donald Holder – Juan Darien - Richard Pilbrow – The Life                                                                                | - Jonathan Tunick – Titanic - Michael Gibson – Steel Pier - Luther Henderson – Play On! - Don Sebesky, Harold Wheeler – The Life                                                                                           |
| Legjobb színdarabrendező | Legjobb musicalrendező |
| - Anthony Page – Babaház - John Caird – Stanley - Richard Eyre – Holdvilág - Charles Nelson Reilly – Kopogós römi                                                                                      | - Walter Bobbie – Chicago - Michael Blakemore – The Life - Scott Ellis – Steel Pier - Julie Taymor – Juan Darien |
| Legjobb koreográfia | |
| - Ann Reinking – Chicago - Wayne Cilento – Dream - Joey McKneely – The Life - Susan Stroman – Steel Pier                                                                                               | |

### Különdíjak
- A legjobb körzeti színház: Berkeley Repertory Theatre
- Színházi életműdíj: Bernard B. Jacobs (posztumusz)

## Előadott számok
- Steel Pier ("Everybody Dance" — Karen Ziemba, Gregory Harrison)
- The Life ("My Body" — Sam Harris, Lillias White)
- Annie ("Tomorrow" — Brittny Kissinger)
- Candide ("Bon Voyage" — Jim Dale)
- Once Upon a Mattress ("Shy" — Sarah Jessica Parker)
- Chicago ("All That Jazz"/"Hot Honey Rag" — Bebe Neuwirth, Ann Reinking)
- Titanic ("There She Is" — Michael Cerveris)

## Műsorvezetők
A gálán az alábbi műsorvezetők működtek közre:
- Julie Andrews
- Lauren Bacall
- Alec Baldwin
- Christine Baranski
- Dixie Carter
- Savion Glover
- Whoopi Goldberg
- Joel Grey
- Marilu Henner
- Hal Holbrook
- Swoosie Kurtz
- Liza Minnelli
- Mary Tyler Moore
- Mandy Patinkin
- Bernadette Peters
- Chita Rivera
- Roseanne Barr
- Susan Sarandon
- Jimmy Smits
- Marisa Tomei
- Rip Torn
- Leslie Ann Warren
- Raquel Welch

## Fordítás
- Ez a szócikk részben vagy egészben  a(z)   51st Tony Awards című angol Wikipédia-szócikk fordításán alapul.  Az eredeti cikk szerkesztőit annak laptörténete sorolja fel. Ez a jelzés csupán a megfogalmazás eredetét és a szerzői jogokat jelzi, nem szolgál a cikkben szereplő információk forrásmegjelöléseként.